# Mingus Moves
Mingus Moves es un álbum de estudio del compositor estadounidense Charles Mingus. Fue publicado el 8 de abril de 1974 a través del sello discográfico Atlantic Records.

## Grabación y producción
Producido por Nesuhi Ertegün, Mingus Moves se grabó desde el 29 hasta el 31 de octubre de 1973 en los estudios Atlantic, en la ciudad de New York, por el ingeniero de audio Gene Paul.

## Recepción de la crítica
Un escritor no especificado de Billboard escribió: “Además de ser uno de los mejores bajistas, compositores y arreglistas del campo del jazz, Charles Mingus también ha demostrado un talento constante para elegir nuevos músicos y sacarles el máximo partido. En su último set lo vuelve a hacer, especialmente con el trompetista Ronald Hampton. El jazz de Mingus es fácil de escuchar y no exige una concentración intensa. Más bien, la música fluye suavemente y cada instrumento tiene la oportunidad de realizar un solo. Y para aquellos que ven el bajo como nada más que un instrumento rítmico condenado para siempre a un segundo plano, este conjunto seguramente los hará cambiar de opinión”. Un escritor no especificado de la revista Cash Box escribió: “Cada vez que tomas a un genio de la talla de Charles Mingus y lo dejas suelto en un estudio, siempre puedes esperar lo mejor de él. Para Mingus nunca ha habido otra manera de hacer las cosas”.

## Lista de canciones
Todas las canciones escritas y compuestas por Charles Mingus, excepto donde esta anotado. 
| Lado uno |          |              |          |  |
| N.º      | Título   | Escritor(es) | Duración |  |
| 1.       | «Canon»  |              | 5:30     |  |
| 2.       | «Opus 4» |              | 6:22     |  |
| 3.       | «Moves»  | Doug Hammond | 3:43     |  |
| 4.       | «Wee»    | Sy Johnson   | 9:00     |  |

| Lado dos |                      |              |          |  |
| N.º      | Título               | Escritor(es) | Duración |  |
| 1.       | «Flowers for a Lady» | George Adams | 6:45     |  |
| 2.       | «Newcomer»           | Don Pullen   | 7:12     |  |
| 3.       | «Opus 3»             |              | 10:28    |  |

- Los lados uno y dos fueron combinados como pista 1–7 en la reedición de CD.

| Bonus tracks (1993 Rhino Records reissue) |                                   |              |          |  |
| N.º                                       | Título                            | Escritor(es) | Duración |  |
| 8.                                        | «Big Alice» (previously unissued) | Pullen       | 5:44     |  |
| 9.                                        | «The Call» (previously unissued)  | Unknown      | 7:15     |  |

## Créditos y personal
Créditos adaptados desde las notas de álbum de Mingus Moves.
Músicos
- Charles Mingus – bajo de jazz
- Ronald Hampton – trompeta, pandereta[1]
- George Adams – saxofón tenor, flauta
- Don Pullen – piano, órgano[1]
- Dannie Richmond – batería

Músicos adicionales
- Honey Gordon – voces en «Moves»
- Doug Hammond – voces en «Moves»

Personal técnico
- Nesuhi Ertegün – productor
- Gene Paul – ingeniero de audio
- Ilhan Mimaroglu – mezclas
- Giuseppe G. Pino – fotografía
- Bob Defrin – director artístico